# Sataspes
Sataspes fue un comandante de caballería, navegante y explorador persa, sobrino de Darío I, que realizó un intento de rodear África entre los años 478 a. C. y 465 a. C.. 

## Biografía
Según Heródoto, era primo de Jerjes I, porque su madre, Atosa, era hermana de Darío I.
Sataspes había sido condenado a muerte por el secuestro y violación de la hija de Megabazo. Sin embargo, Atosa logró convencer a Jerjes para que cambiara la sentencia y Sataspes recibió el encargo de circunnavegar África. 
Partió con un barco y tripulación egipcios, atravesó las Columnas de Hércules y siguió por el cabo Soloeis (cabo Espartel). Viajó hacia el sur durante varios meses, pero regresó a Egipto sin haber completado con éxito su tarea. Al regresar a Persia, a la corte de Jerjes, afirmó que en el punto más lejano que había llegado, se había encontrado con unos hombres de talla pequeña que se cubrían con hojas de palma, vivían en ciudades y huyeron al verles.
Sataspes diejo que se había visto obligado a regresar porque su barco se había detenido y no navegaba. Jerjes no aceptó esta excusa y lo mandó ejecutar. Algunas teorías sugieren que Sataspes se topó con la corriente de Benguela, lo que le impidió navegar más lejos.
Aunque hay pocos datos, es obvio que fue un periplo similar al de Necao II y que interesaba a Egipto, que suministró los barcos y la tripulación, en su pugna con los fenicios para llegar desde diferentes puntos a explotar los recursos africanos.